# 캐스린 젠너
캐스린 제나(Kathryn Zenna, 1971년 2월 25일 ~ )는 캐나다의 배우이다.
몬트리올에서 태어났다.

## 출연 작품

### 영화
- 시카고 (2002)
- 솔저스 걸 (2003)
- Ice Bound (2003)
- 섹스 앤 라이즈 인 신 시티 (2008, Sex and Lies in Sin City)
- 라모너 앤 비저스 (2010)

### 텔레비전
- Street Time (2002-03)
- 퀴어 애즈 포크 (2005)